# Pentaschistis argentea
Pentaschistis argentea är en gräsart som beskrevs av Otto Stapf. Pentaschistis argentea ingår i släktet Pentaschistis och familjen gräs. Inga underarter finns listade i Catalogue of Life.